# Pedro Arrojo
Pedro Arrojo Agudo, né le 13 avril 1951, est un homme politique espagnol membre de Podemos.
Il est élu député de la circonscription de Saragosse lors des élections générales de décembre 2015.

## Biographie

### Vie privée
Il est marié. Il parle anglais, français et portugais.

### Une carrière universitaire
Il réalise ses études à l'université de Saragosse où il obtient un doctorat en sciences physiques en 1987. Il devient, deux ans plus tard, professeur titulaire d'analyse économique dans cette même université. En 2011, il prend sa retraite et devient professeur émérite.
Entre 1997 et 2010, il est membre du comité scientifique du programme sur l'homme et la biosphère (MAB) de l'Unesco. L'année suivante, il devient membre du conseil de l'eau auprès de la confédération hydrographique de l'Èbre. En 2000, il devient président de la fondation « Nouvelle culture de l'eau ». Le prix Goldman pour l'environnement lui est décerné en 2003 pour avoir su conjuguer ses activités professionnelles avec celles de défense de l'environnement et du développement durable dans un contexte non-violent, notamment au travers de son opposition au Plan hydrologique national de 2001 proposé par le gouvernement de José María Aznar.

### Activités politiques
Il est chargé de conduire la liste de Podemos dans la circonscription de Saragosse en vue des élections générales de décembre 2015 ; liste sur laquelle José Julio Rodríguez — ancien chef d'État major des Armées durant le mandat de Carme Chacón au ministère de la Défense et une des recrues les plus importantes du parti — est candidat en deuxième position. Le résultat obtenu est néanmoins décevant puisque seul Pedro Arrojo est élu après avoir remporté plus de 100 000 voix et 19,22 % des suffrages exprimés. Deux jours après le scrutin, le 22 décembre, la direction de Podemos lui propose une place dans l'organigramme de la mairie de Saragosse dirigée par Pedro Santisteve dans le but de permettre à Rodríguez d'occuper un siège au Congrès des députés. Refusant la proposition qui lui est soumise, il intègre la commission de l'Étude du changement climatique et celle de l'Égalité. Il est porte-parole titulaire à la commission de l'Agriculture, de l'Alimentation et de l'Environnement et à la commission de la Sécurité routière et des Déplacements durables.
Candidat à un nouveau mandat lors des élections anticipées de juin 2016, il obtient sa réélection au palais des Cortes. Il est alors confirmé dans ses responsabilités à la commission de l'Agriculture mais perd les autres au profit de celle de membre de la commission de la Coopération internationale pour le développement.

### Aux Nations unies
Il est nommé le 1er septembre 2020 Rapporteur spécial des Nations unies sur les droits à l’eau et à l’assainissement par le Conseil des droits de l'homme des Nations unies, et entre en fonction deux mois plus tard, soit le 1er novembre.